# Huasnoantoutara

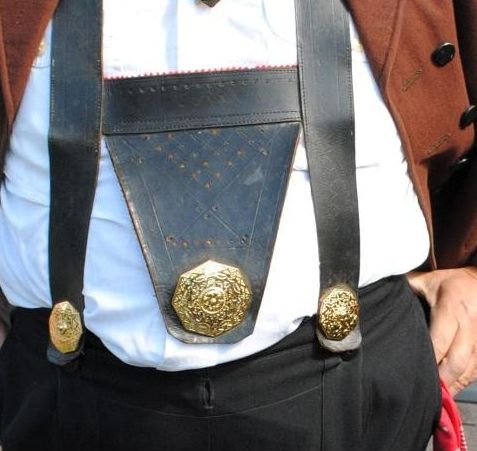
Huasnoantoutara

Ein Huasnoantoutara (Hosenknopf) ist ein traditioneller Schmuckhosenknopf und gehört zur Egerländer Männertracht. Der gegossene und gravierte Knopf war meist aus Messing hergestellt und feuervergoldet. Er hat eine achteckige Form und ist bis zu 5 cm groß, meist zur Mitte hin gewölbt, wo oft ein gewendeltes Band eine Mittelrosette umschließt. Der Huasnoantoutara ist ein Wahrzeichen des Egerlandes und im Egerlandmuseum zu besichtigen. Der Begriff bedeutet so viel wie „Hosenantuer“, d. h., der Huasnoantoutara dient dazu, die Hose am sog. „Geschirr“, einem für das Egerland typischen rindsledernen Hosenträger, zu befestigen.
Das Wort stammt aus dem egerländischen Dialekt („Eghalandrisch“), dieser gehört zu den nordbairischen Dialekten.